# Pete (Červený trpaslík)
Pete (v anglickém originále Pete) je dvoudílná epizoda osmé série britského kultovního sci-fi seriálu / sitcomu Červený trpaslík.
Scénář napsal Doug Naylor a Rob Grant společně s Paulem Alexandrem, režie Ed Bye. První část epizody byla odvysílána na kanále BBC2 25. března 1999, druhá část dne 1. dubna 1999.

## Námět

### Část 1
Dave Lister a Arnold Rimmer provádí ve vězení lumpárny, až kapitánu Hollisterovi dojde trpělivost a nechá je zavřít do díry. Kristina Kochanská, Kocour a Kryton se účastní kanárkovské mise na kosmickou loď Manny Celeste, kde odhalí Časomet, zařízení schopné digitalizovat čas a uvolňovat jej v různých sekvencích. Kochanskou napadne, že by toho šlo využít ke zkrácení trestu.

### Část 2
Teropod Pete, kterého časomet stvořil z vrabce se dobývá do hangáru, kde se zabarikádovala parta z Červeného trpaslíka. Čas na lodi je obnoven a jednotky se pokoušejí ještěra zpacifikovat - neúspěšně. Kapitán Hollister předává časomet Listerovi s Rimmerem, aby jej správně použili. Těm se to příliš nedaří a Hollister ztrácí nervy.

## Děj epizody

### Část 1
Lister s Rimmerem jsou předvedeni před kapitána Hollistera, vedle něhož stojí i správce vězení Ackerman. Ten se stal obětí jejich vtipu, když mu oba odsouzení kápli do inhalátoru sérum pravdy - pentanol sodný. Kapitán rozhodne o trestu, Lister s Rimmerem sestaví basketbalový tým a sehrají zápas proti týmu vězeňských dozorců vedeném Ackermanem. Je jim jasné, že pokud prohrají, dají jim to spoluvězňové pořádně pocítit.
Zápas je brutální, dozorci vězně nešetří, padá rána za ránou. Za stavu 48:3 v neprospěch vězeňského týmu se zdá, že nic nemůže odvrátit jasnou porážku. Lister si však nezoufá - robíci namíchali strážným do pití prostředek na impotenci, jenž zaručí erekci po dobu 7 hodin. Situace se mění, dozorci jsou pomalí a hrají v předklonu, Lister a spol. se ujímají iniciativy a své soupeře přehrávají. Utkání se změnilo v exhibici a družstvo vězňů jej vyhrává.
Druhý den jsou Lister s Rimmerem opět předvedvedeni před Hollistera a za trest dostanou 2 týdny škrabání brambor.
Vězňové dostávají večeři. Rimmer je znechucen vězeňskou stravou, zatímco Lister čeká na signál od robíka Boba. Odsune poklop a přijímá kuře na kari, indické placky a 6 plechovek piva. Rimmera napadne, že by schopný robík mohl zajistit ostřejší nože pro škrábání, ale Lister má ještě lepší nápad. Bob jim obstará jeden z programovatelných virů z paluby Z, který naprogramují na odstranění bramborových slupek. Z dvoutýdenního pekla se stane bramborový ráj.
Mezitím Kryton, Kocour a Kochanská během mise na vesmírné lodi Manny Celeste objeví zajímavý přístroj - časomet, který dokáže pracovat s časem. Kristina navrhne, že by jej mohli využít ke zkrácení trestu. Kryton propašuje časomet na Červeného trpaslíka.
Naprogramovaný virus není bezchybný a kromě bramborových slupek sežere i Rimmerovo a Listerovo oblečení a vlasy. Při vysvětlování v kapitánově kajutě mu Rimmer servilně potřese rukou a virus přeskočí na Hollistera a začne úřadovat. Znenadání holohlavý kapitán Hollister toho má dost:
„To je vrchol…Dva měsíce! Do díry!!!“
Před jídlem má Kocour konflikt s Baxterem, obávaným vězněm. Baxter mu sebere jeho porci. Kryton zmáčkne knoflík časometu a Baxterův pokrm se změní ve slepici. Vězni se baví, Baxter si všimne, že se mu Kocour směje a skočí po něm. Kryton jej zmrazí časometem právě včas. S ním se zastaví i plynutí času na většině lodi.
V díře se Lister a Rimmer seznámí s Ptačím mužem, který se stará o vrabce Peta. Na záchranu jim přijde starý známý robík Bob, jenž vyřízne v podlaze otvor a vězni jsou volní. Vede je k ostatním, kteří jsou už oblečení v civilu u prostřeného stolu. Holohlavá dvojice se nestačí divit, kolem nich se zastavil čas, lidé ustrnuli v pohybu.
Kryton jim s pomocí časometu vrátí vlasy. Tato akce však připraví o život vrabce. Ptačí muž je zdrcený ze ztráty svého milovaného opeřence. Lister za něj oroduje u Krytona. Android nemůže nic zaručit, ale pokusí se přivést Peta zpět k životu. Sepne spínač, vyšlehnou modré blesky a ozve se ohromná rána. Klec je napadrť a všichni se rozhlížejí kolem sebe, co se stalo. Na podlahu hangáru došlápne obří noha Tyranosaura.
Ptačí muž ztratil brýle, tahá Peta za pařát a nabízí mu semínka. Pete se nenechá pobízet a zhltne je i s ním. Teropod vyplivne boty a pustí se do pronásledování prchajících.

### Část 2
Tyranosaurus Pete pronásleduje skupinku prchajících osob, Kryton na sebe upoutá jeho pozornost a hodí časomet robíkovi Bobovi. Bystrý ještěr si toho všimne a vydá se tím směrem. Pomalu jedoucí Bob nemá šanci uniknout a je Petem pohlcen.
Rimmer skuhrá, že jsou bez časometu vyřízení. Kochanská uvažuje, že pokud by ještěr sežral nějaké otruby, mohl by časomet projít jeho trávicí traktem rychleji, měli by ho tudíž nalákat do skladu potravin. Lister je myšlenkou zaujat, ale navrhuje něco jiného. Dopřál by mu krávu na kari. Zatímco se Pete dobývá přes dveře hangáru, v jeho žaludku robík Bob aktivuje časomet a čas na lodi je obnoven. Dříve ztuhlá posádka začne běžně fungovat.
Kocour a Lister chystají Petovi jídlo do zahradního bazénu s jmenovkou DINO. Kocour jeřábem spouští do bazénu krávu. Lister si je jist, že to ještěrovi bude chutnat.
Pete konečně prorazí vrata a po obhlédnutí prostoru se skloní k bazénu a začne žrát. Zdá se, že mu chutná, po chvíli ale přestane žvýkat, vytřeští oči a s řevem utíká pryč, přičemž prorazí zeď.
Lister se diví:
„Bylo to vostrý, ale myslel jsem, že dinosaurus něco snese.“
Skupinka je odhalena dvěma strážnými a zajata.
Rimmer a Lister jsou opět předvedeni k Hollisterovi, který má obvázanou hlavu. Během zásahu na Peta byl členem jednotky, která se k ještěrovi blížila zezadu zrovna ve chvíli, když dinosaurus dostal průjem. Třímetrová přílivová vlna muže spláchla a Hollisterovi přistál na hlavě robík Bob. Pete totiž sežral celou zásobu kapitánových oblíbených pochoutek - 2,5 tuny mátové čokolády, všechny ovocné nanuky a vypil veškerou Coca-Colu. Hollister podává povedené dvojici vyčištěný časomet a poroučí jim, aby Peta přeměnili zpět na vrabce.
Kochanská se domnívá, že má v kajutě myš, Kryton ji ubezpečuje, že to je jeho penis jménem Archie, který si vyrobil. Podaří se mu ho polapit do kyblíku, ale Archie prchá i s kyblíkem na chodbu. Kochanská si neodpustí jedovatou poznámku:
„Krytone, víš, co to teď znamená? To, že jsi pravý muž. Protože teď stejně jako ostatní muži nemáš kontrolu nad svým penisem!“
Kanárci se vydávají na odchyt tyranosaura. Baxter a Smrťák se nechtějí zdržovat s časometem a chtějí ještěra udolat bez jeho pomoci. Kocour se sesune na podlahu a řve, že se z něj něco chce dostat ven. Pod tričkem se mu něco divoce zmítá. Kryton vysvětluje, že se jeho penis dostal Kocourovi do uniformy a zřejmě zde usnul.
Baxterovi se Smrťákem dojde trpělivost, Jeden z nich chňapne časomet, namíří jej na Listera a zmáčkne, ale z přístroje vychází jen slabé prskání. Oba rabiáti popadnou Listera s Rimmerem a mydlí to do nich pěstmi. Účinek se nedostavuje, Lister s Rimmerem klidně stojí a nic necítí. Časomet jejich těla uvedl do jiného režimu. Když se dvojice grázlů přesvědčí, že jejich snaha je marná, popadnou časomet a mizí pryč.
Rány dostihnou Rimmera a Listera teprve na koberečku u kapitána. Oba poletují místností a Hollister nechápe, co se děje. Poslední údery je pošlou koridorem ven, kde se po nárazu do stěny složí.
Baxter se Smrťákem se proměnili díky neopatrné manipulaci s přístrojem v gorily a Lister jim tyčí časomet lehce ukradne. Vrátí zpět Ptačího muže a samotného tyranosaura promění v malého vrabce. Rimmer Listera nabádá, aby časomet zničil, ten jej neochotně poslechne a zařízení rozdupe. Cestou zpět si všimnou ve výklenku obrovského vejce, které se začne hýbat. Vyklube se z něj malý dinosaurus a uteče do výtahu. Rimmer doporučí Listerovi, aby opravil časomet, ale ten je už trvale poškozený.
Kapitán Hollister si dopřává masáž kokosovým mlékem. Když si masérka odskočí, zastoupí ji mládě dinosaura, které olizuje mléko z Hollisterových zad. Hollister se domnívá, že masérka změnila metodu a je slastí bez sebe do doby, než malý dinosaurus zařve. Hollister utrpí šok.
Lister s Rimmerem se naposledy scházejí u kapitána v kajutě. Ten nemluví a ve tváři má labilní výraz. Vytahuje jednu popsanou ceduli za druhou.
Trpím poruchou vyvolanou posttraumatickým stresem.
Možná už nikdy nebudu mluvit. Díra na dvanáct měsíců.
Lister a Rimmer se otráveně otáčí, ale kapitán je zuřivým zaklepáním o stůl přinutí, aby mu věnovali ještě pozornost.
Kam sakra jdete?
„Do díry.“ ukazuje Rimmer.
Vy nejdete do díry, tam jdu já.
Poslední cedule sděluje:
Nashledanou za dvanáct měsíců!

## Produkce
Epizoda „Pete“ se původně jmenovala „Captain's Office“ předtím, než byla přepsána do dvou dílů. Obsahuje i vystřižené scény z epizody „Kassandra“.
Dinosaurus Pete byl vytvořen obdobným softwarem jako dinosauři z filmu Jurský park. Některé scény byly vystřiženy, např. souboj Krytona s dinosaurem Petem nebo Rimmerův pokus o složení ódy pro kapitána Hollistera.

## Kulturní odkazy
- během basketbalového utkání zazní píseň „Stomp!“ americké funkové kapely The Brothers Johnson.
- robík Bob si píská melodii z amerického filmu z roku 1963 The Great Escape.
- Krytonův penis Archie se zmítá pod tričkem Kocoura ve scéně parodující americký sci-fi film z roku 1979 Vetřelec.
- Holly zmíní anglický fotbalový klub Queens Park Rangers FC.

## Herecké obsazení
V epizodě „Pete“ vystupují mimo stálé herce i další, z nichž někteří se účastnili již natáčení v předchozích dílech, kde ztvárnili posádku Červeného trpaslíka.
Objevuje se zde herec Shend reprezentující postavu vězeňského dozorce Nebba Knota, ačkoli ta zemřela v předminulém díle „Kassandra“, zde se objevuje v reminiscenci Listera a Krytona během jejich stížnosti kapitánu Hollisterovi na správce věznice pana Ackermana.
| Herec / herečka | Hraje              | Role                                |
| --------------- | ------------------ | ----------------------------------- |
| Mac McDonald    | Frank Hollister    | kapitán Červeného trpaslíka         |
| Ricky Grover    | Baxter             | jeden z vězňů                       |
| Graham McTavish | Ackerman           | velitel vězeňské sekce na 13. etáži |
| Jake Wood       | Smrťák             | vyšinutý spoluvězeň                 |
| Ian Masters     | Ptačí muž          | starý muž, stará se o vrabce Peta   |
| Andrew Alston   | Mex                |                                     |
| Michael Perri   | Kocour             | Kocour jako dítě                    |
| Earl Holly      | Kristina Kochanská | Kristina jako dítě                  |
| Shend           | Nebb Knot          | vězeňský dozorce                    |